# Fokker 50
El Fokker 50 es un avión turbohélice diseñado como una mejora del Fokker F27 y con la intención de sustituirlo. Su función es el transporte de pasajeros en vuelos regionales y cortos, aunque existen versiones combinadas de carga y pasajeros. También se creó la versión Fokker 60 destinada al transporte de carga con un fuselaje más largo y que posee una compuerta en su lado derecho para facilitar la carga. Solo se fabricaron cuatro aparatos de la serie 60, todos entregados a la Real Fuerza Aérea Holandesa.

## Variantes

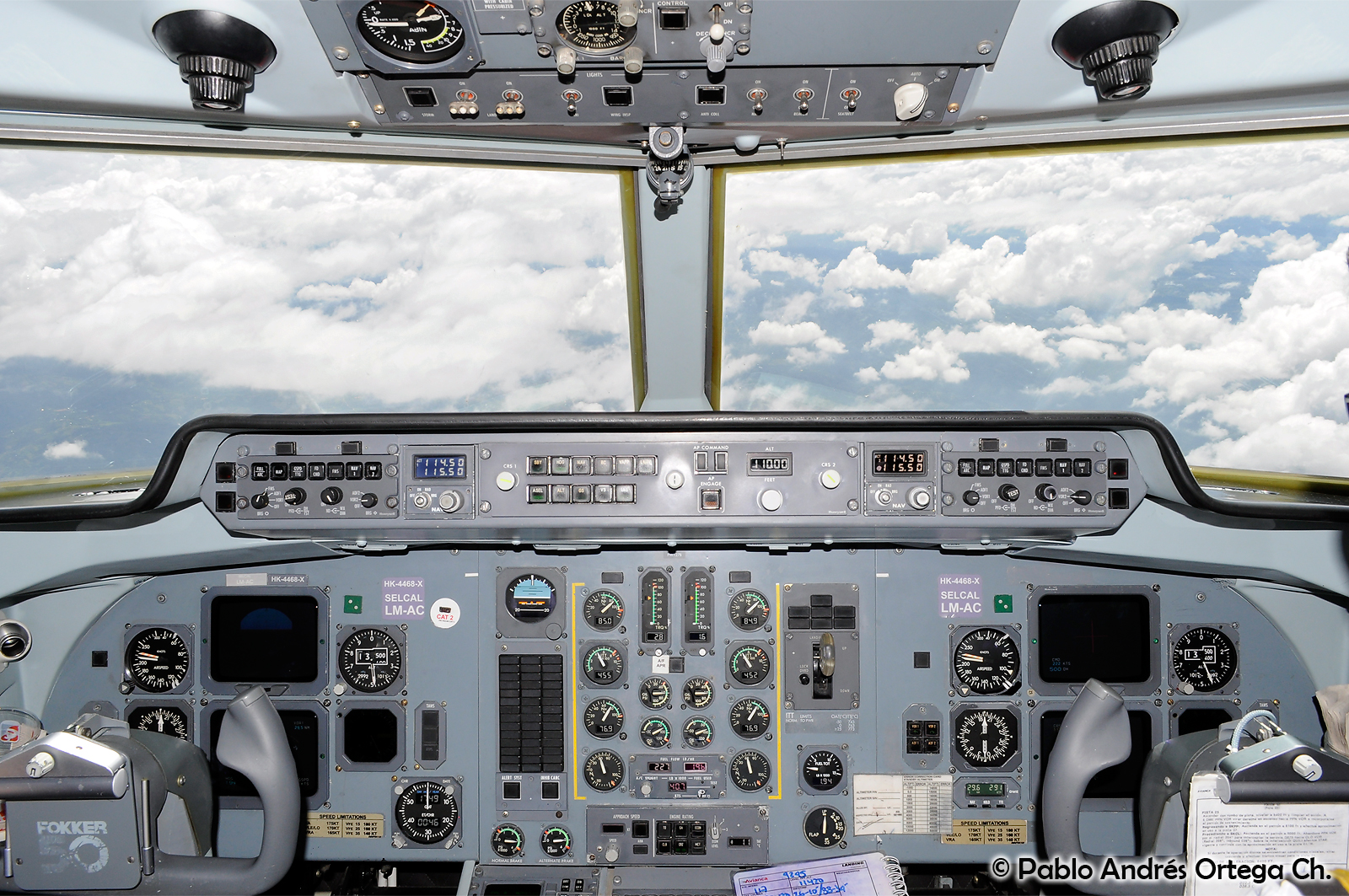
Cabina de un Fokker F50

### Fokker 50
F27 Mark 050
Comercializado bajo el nombre de Fokker 50 (también conocido como Fokker 50-100), es un desarrollo del F27 Mark 500. Cuenta con una planta motriz de 2 turbopropulsores Pratt & Whitney Canada PW125B o PW127B, actualización de la aviónica y del instrumental de cabina, mayor presencia de materiales compuestos, el doble de ventanas y cambio de sistemas neumáticos a hidráulicos.
F27 Mark 0502
Comercializado bajo el nombre de Fokker 50, es similar al 050, aunque con una configuración distinta de la cabina y el cambio de situación de las salidas de emergencia posteriores. Se construyeron un total de 6 unidades ( 2 para la Real Fuerza Aérea de los Países Bajos, 2 para la Fuerza Aérea de Singapur y dos para Brunéi).

### Fokker 60
F27 Mark 0604
Comercializado bajo el nombre de Fokker 60, es similar al 0502 pero con fuselaje alargado en 1,02 metros por delante del ala y 0,8 metros por detrás del ala. También se le instaló una compuerta de carga en la parte posterior derecha del fuselaje. Se construyeron 4 unidades.

## Operadores
A fecha de febrero de 2020, se encontraban en servicio un total de 115 unidades del Fokker 50.

### Operadores civiles (Fokker 50)
- Amapola Flyg (12)[3]
- Skyward Express (5)[4]
- Air Panamá (5)[5]
- Karun Airlines (5)[6]
- Jetways Airlines (3)[7]
- Mayair (3)[8]
- flyCAA (2)[9]
- Buffair Services (2)[10]
- Sky Capital Cargo (2)[11]

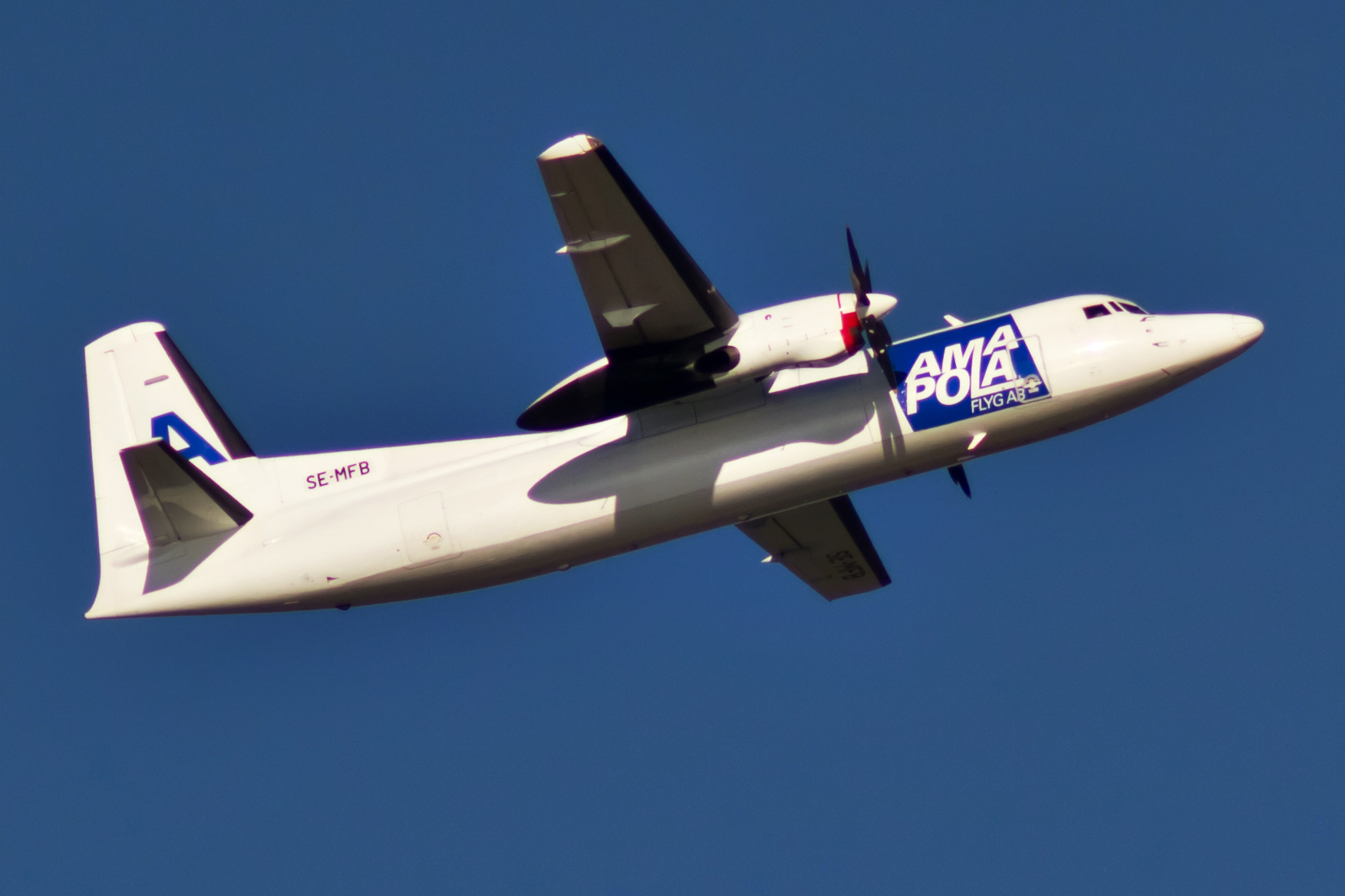
Fokker 50 de Amapola Flyg despegando del aeropuerto de Visby

- Blue Bird Aviation (Kenia) (1)[12]
- Jubba Airways (1)[13]
- Qeshm Air (1)[14]
- Mahan Air (1)[15]
- I-Fly Air (1)[16]
- Mongolian Airways Cargo (1)[17]
- Air Antwerp (1)[18]
- Palestinian Airlines (1)
- Jubba Airways Kenia (1)

### Operadores militares y gubernamentales (Fokker 50)
Países Bajos
- Real Fuerza Aérea Neerlandesa

 República de China

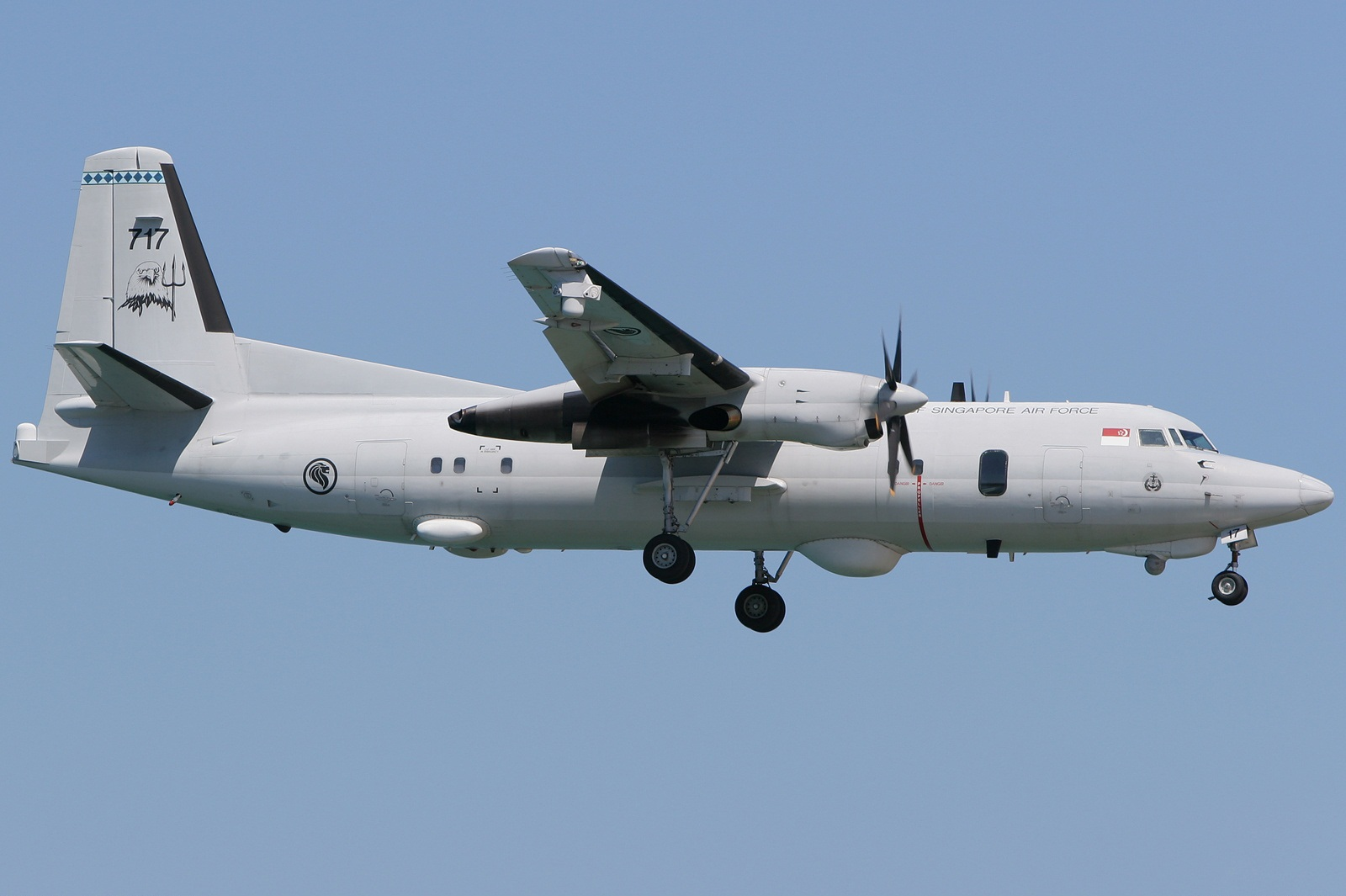
Fokker 50 MPA Enforcer Mk2, versión de patrulla marítima de la Fuerza Aérea de la República de Singapur.

- Fuerza Aérea de la República de China: Como transporte VIP.

 Singapur
- Fuerza Aérea de la República de Singapur: como transporte y patrulla marítima. (9)[19]

### Operadores militares (Fokker 60)
Perú
- Aviación Naval Peruana: 4 unidades (2 de patrulla marítima adquiridos a los Países Bajos en febrero de 2010 y 2 utilitarios adquiridos en octubre de 2010)[20]

### Antiguos operadores

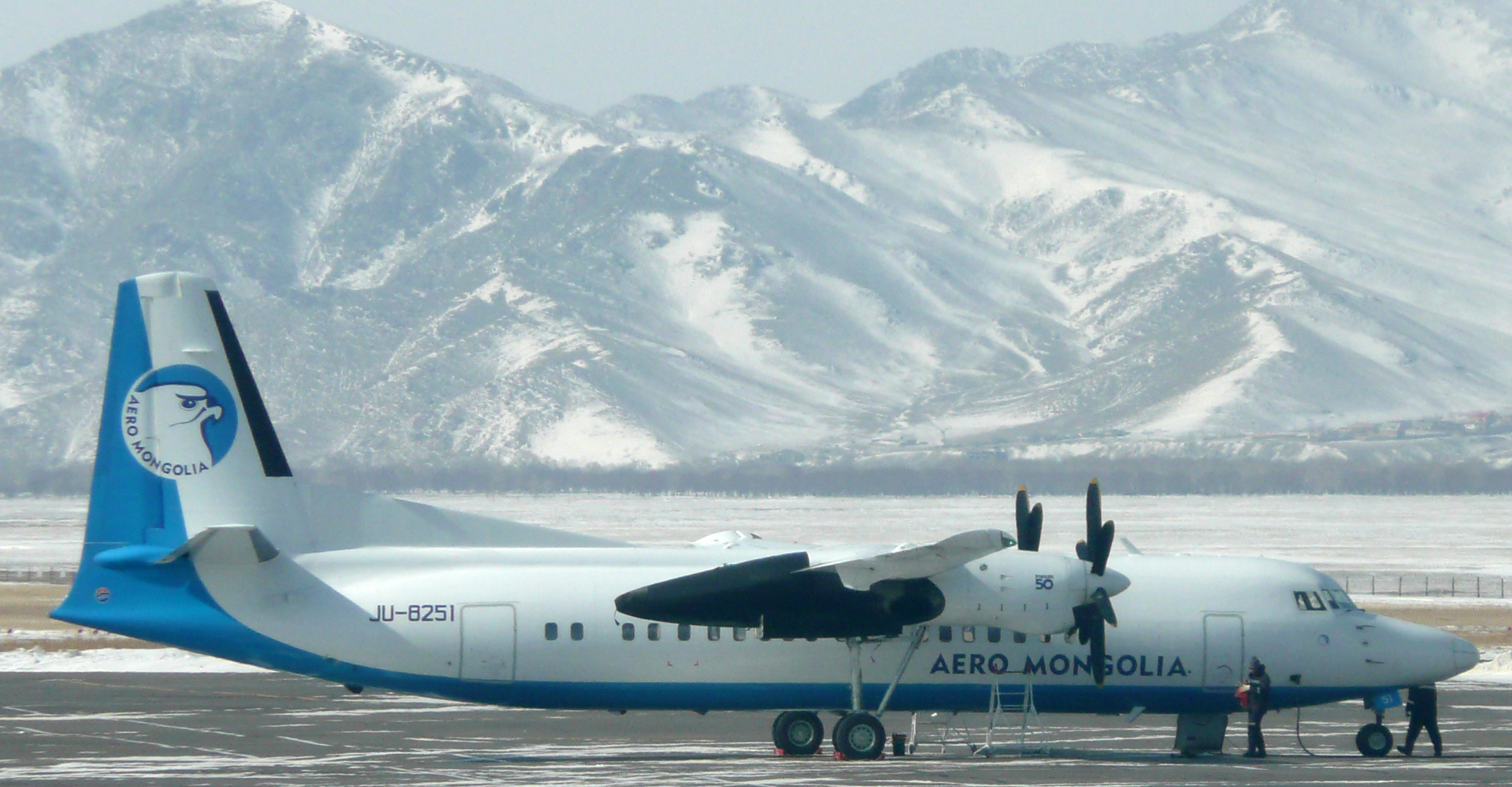
Fokker 50 de Aero Mongolia en Ulán Bator.

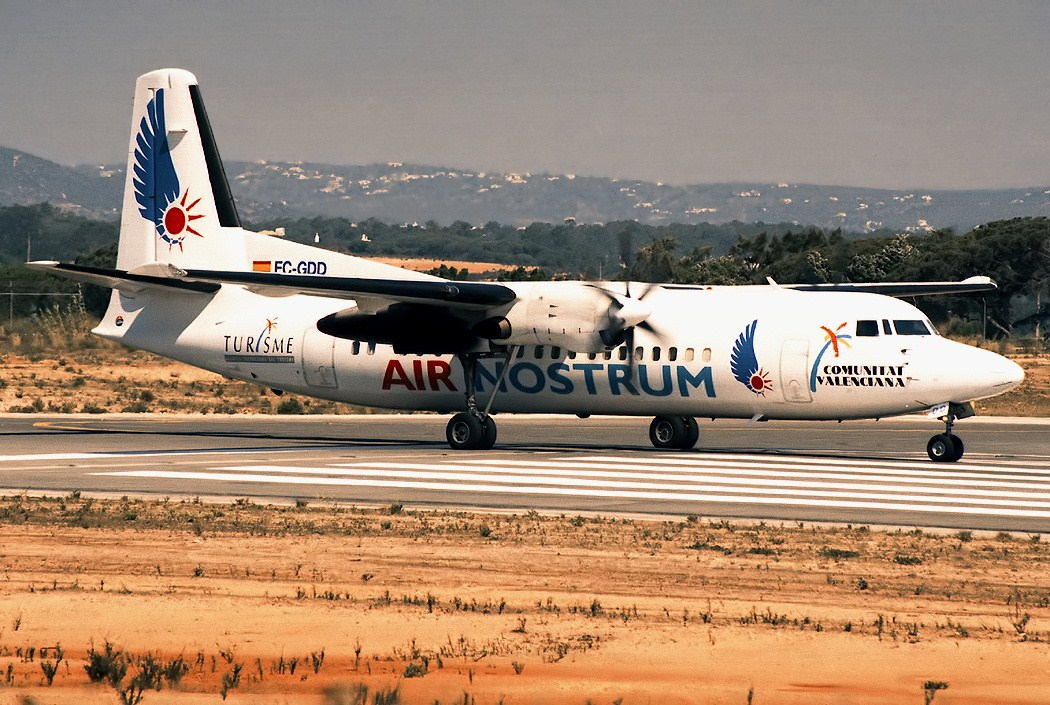
Fokker 50 de Air Nostrum en 1997, antes de entrar como franquiciada de Iberia.

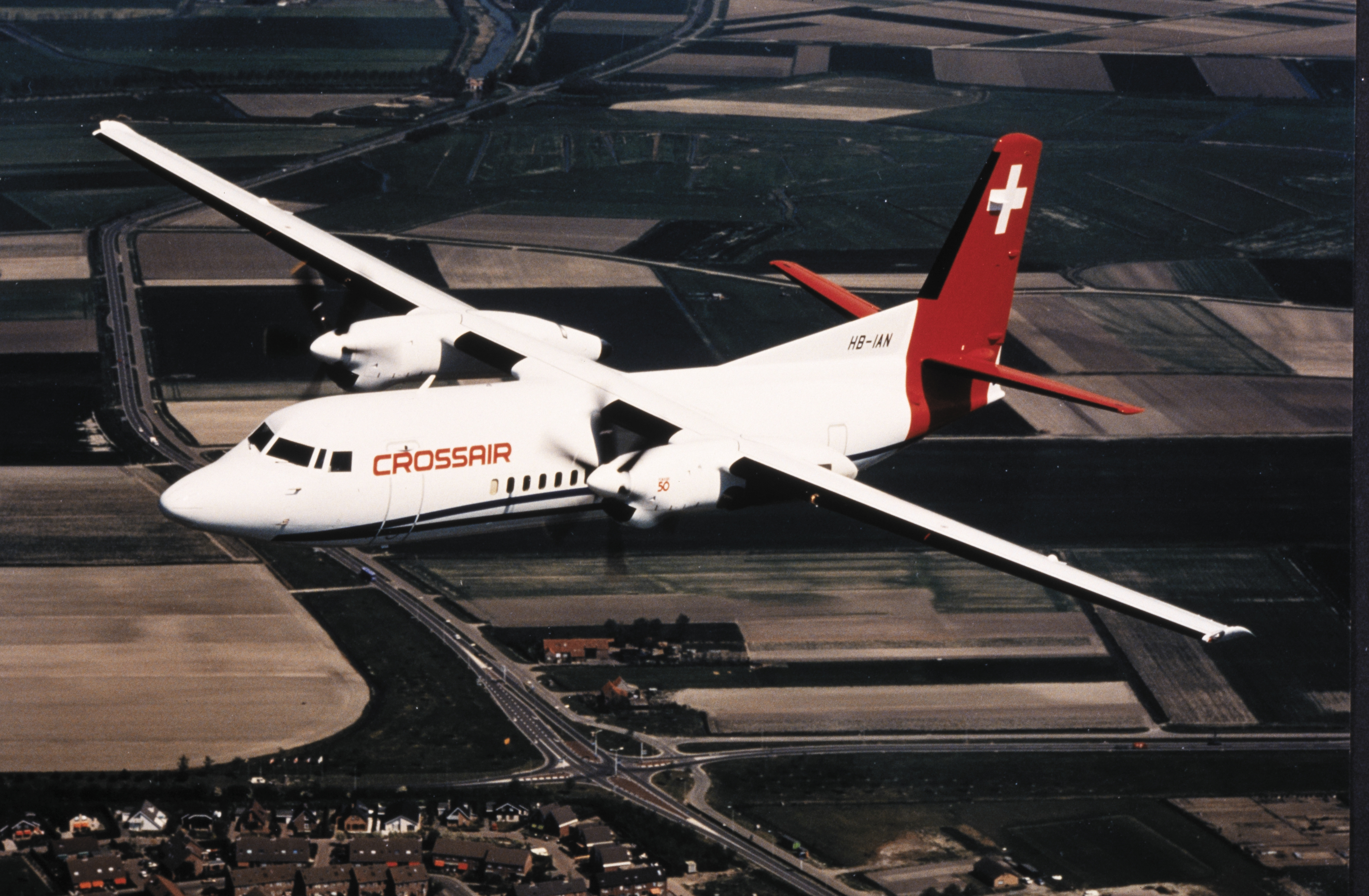
Fokker 50 de Crossair

Australia
- Virgin Australia Regional (8)[21]
- Alliance Airlines (7)[22]

 Alemania
- Lufthansa CityLine (35)[23]
- DLT Luftverkehrsgesellschaft (24)[24]
- Contact Air

 Angola
- SonAir (2)[25]

 Austria
- Austrian Airlines (11)[26]

 Brasil
- Rio Sul (10)[27]

 Brunéi
- Royal Brunei Airlines (2)[28]

 Colombia
- Avianca (10)[29]
- Sam

 España
- Air Nostrum (36)[30]

 Estados Unidos
- United Nations (5)[31]

 Estonia
- Estonian Air

 Filipinas
- Philippine Airlines

 Indonesia
- TransNusa (5)[32]
- Pelita Air Service (3)[33]

 Irán
- Taftan Airlines (4)[34]
- Aria Air (2)[35]

 Irlanda
- Aer Lingus (8)[36]

 Islandia
- Air Iceland

 Japón
- Air Central (4)

 Kazajistán
- Air Astana (6)[37]

 Kenia
- Silverstone Air Service (7)[38]
- Kenya Airways (3)[39]

 Letonia
- airBaltic (10)[40]

 Luxemburgo
- Luxair

 Malasia
- Malaysia Airlines (12)[41]
- MASwings (8)[42]
- Firefly (3)[43]
- FlyAsianXpress

 Mongolia
- Aero Mongolia (4)[44]
- Hunnu Air (3)[45]

 Nigeria
- Arik Air (5)[46]
- Virgin Nigeria Airways

 Noruega
- Norwegian Air Shuttle (6)[47]

 Países Bajos
- KLM Cityhopper (20)[48]

 Perú
- Atsa Airlines (2)[49]

 Reino Unido
- Eastern Airways (1)[50]
- Blue Islands (1)[51]

 Taiwán
- Mandarin Airlines (7)[52]

 Sudán
- Sudan Airways (7)[53]

 Suecia
- Scandinavian Airlines System (6)[54]
- Braathens Regional (6)[55]
- Skyways Enterprise (2)[56]

 Suiza
- Crossair

 Venezuela
- Avior Airlines (6)[57][58]

### Antiguos operadores (Fokker 60)
Países Bajos
- Real Fuerza Aérea Neerlandesa: operó 2 unidades de transporte y 2 de patrulla marítima. Todas vendidas al Perú en 2010.[20]

## Accidentes e incidentes
- En septiembre de 2020 un Fokker 50 de Silverstone Air Services en nombre de Saacid Airlines, matrícula 5Y-MHT que realizaba un vuelo de carga desde Mogadiscio a Beledweyne (Somalia) con 4 tripulantes, se salió de la pista 05 mientras aterrizaba en Mogadiscio para impactar con una valla perimetral de hormigón, aproximadamente a las 09:30 hora local. Se informó de que el capitán y el primer oficial sufrieron heridas leves.[59]

- El 16 de mayo de 2025 un Fokker 50 de Air Panama, matrícula HP-1899PST que realizaba el vuelo 7P-982 desde Ciudad de Panamá a Bocas del Toro (Panamá) con 3 tripulantes y 35 pasajeros se salió de la pista 27 del Aeropuerto Internacional de Bocas Del Toro "Isla Colón" tras aterrizar a las 22:01 (hora local). Unos segundos después de salir por el lado derecho de la pista 27, el avión se paró al chocar con vegetación a unos 1000 metros del inicio de la pista. No hubo heridos. El avión tuvo daños que después fueron reparados. La Autoridad Aeronáutica Civil de Panamá ha iniciado una investigación sobre el accidente.[60]

### Desarrollos relacionados
- Fokker F27
- Fairchild Hiller FH-227

### Aeronaves similares
- Dornier 328
- Embraer EMB 120 Brasilia
- de Havilland Canada Dash 8
- Xian MA60
- CASA CN-235
- CASA C-295
- ATR 42
- ATR 72
- Ilyushin Il-114
- Saab 2000
- Antonov An-140

### Listas relacionadas
- Anexo:Aviones de línea regionales
- Aviones de pasajeros de Fokker: F27 · F28 · 50 · 60 · 70 · 100